# Драгомировка (Актюбинская область)
Драгомировка (каз. Драгомировка) — упраздненное село в Мартукском районе Актюбинской области Казахстана. Входило в состав Родниковского сельского округа.

## Население
По данным всесоюзной переписи 1989 года в селе проживало 85 человек, в том числе казахи составляли 67 % населения.
В 1999 году население села составляло 22 человека (11 мужчин и 11 женщин).